# Fairey Albacore
Фэйри Альбакор (англ. Fairey Albacore) — британский палубный самолёт-биплан, торпедоносец-бомбардировщик использовавшийся Авиацией Королевских ВМС во время Второй мировой войны. Был спроектирован как для использования в качестве разведчика, так и бомбардировщика. Альбакор, прозванный «Огрызком» (Applecore), должен был заменить старые самолёты Суордфиш, поступившие на вооружение в 1936 году, но служил вместе с ними и был снят с вооружения раньше Суордфишей, сменённый монопланом Барракуда

## Тактико-технические характеристики
Приведены данные модификации Mk.I.
Источник данных: Harrison, p. 19.

Технические характеристики
- Экипаж: 3
- Длина: 12,186 м
- Размах крыла: 15,23 м
  - со сложенным крылом: 5,41 м
- Высота: 4,65 м (на стоянке)
- Площадь крыла: 57,88 м²
- Масса пустого: 3289 кг
- Нормальная взлётная масса: 4745 кг
- Максимальная взлётная масса: 5715 кг

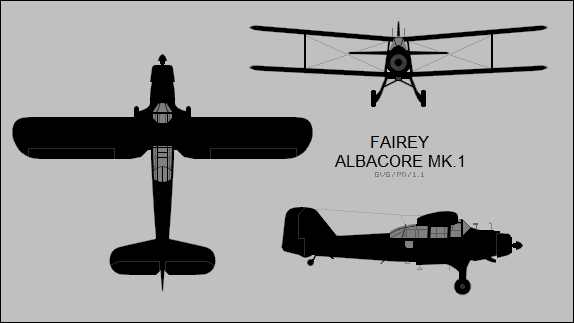
Схема самолёта Альбакор.

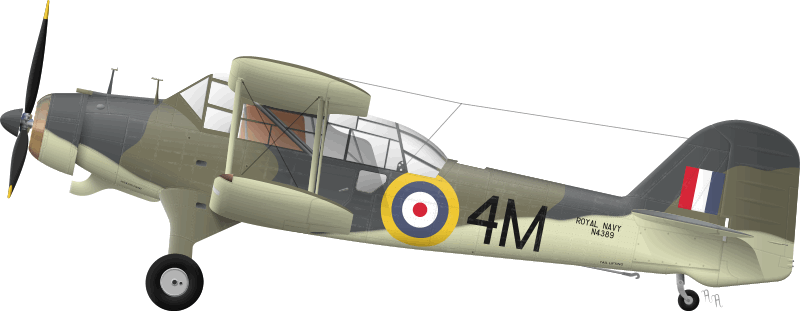
Схема окраски.

- Объём топливных баков: 877 л (+ мог размещаться дополнительный бак на месте одного члена экипажа или/и вместо торпеды)
- Силовая установка: 1 × радиальный 14-цилиндровый Bristol Taurus XII
- Мощность двигателей: 1 × 1130 л. с. (1 × 840 кВт)
- Воздушный винт: 3-лопастной de Havilland

Лётные характеристики
- Максимальная скорость: 259 км/ч на высоте 533 м
- Крейсерская скорость: на высоте 
  - максимальная: 225 км/ч
  - экономичная: 187 км/ч
- Практическая дальность:  
  - с боевой нагрузкой 730 кг: 1497 км
  - с боевой нагрузкой 907 кг: 1143 км
- Практический потолок: 6309 м (при нормальной взлётной массе)
  - при максимальной взлётной массе: 4572 м

Вооружение
- Стрелково-пушечное:  
  - 1 × 7,7 мм пулемёт Виккерс в правом полукрыле
  - 2 × 7,7 мм пулемётов Виккерс К
- Бомбы:  
  - 4 × 227 кг бомб
  - 6 × 113 кг бомб